# Nozomi (Raumsonde)
Nozomi war eine japanische Raumsonde, die 1998 zur Erforschung des Planeten Mars gestartet wurde. Das Scheitern der Mission wurde 2003 offiziell bekannt gegeben.
Der Name Nozomi stammt aus dem Japanischen und bedeutet „Hoffnung“. Nach den ersten japanischen Raumsonden Sakigake, Suisei und Hiten sollte Nozomi, vor dem Start als Planet-B bezeichnet, den Übergang Japans von der Experimentier- zur Forschungsphase darstellen.

## Instrumente und Mission
Die ohne Treibstoff 258 kg schwere Sonde hat 14 verschiedene Experimente und Instrumente an Bord. Beteiligt daran waren Deutschland, Kanada, Schweden und die USA. Für 1999 war das Einschwenken in eine elliptische Umlaufbahn um den Mars vorgesehen. Die Sonde sollte zwei Jahre im Marsorbit aktiv bleiben. Forschungsziele waren insbesondere die Marsatmosphäre und deren Wechselwirkung mit der Sonne.

## Verlauf

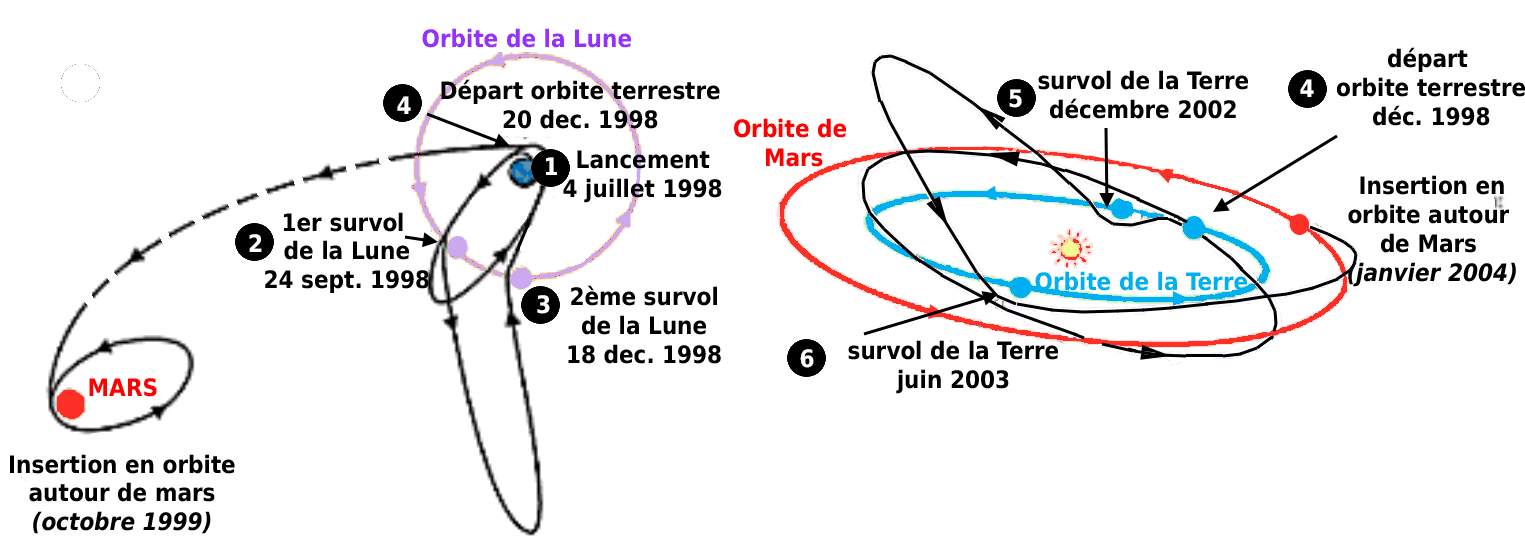
Nozomis Bahn (französische Beschriftung)

Nozomi startete am 4. Juli 1998 auf einer M-V-Trägerrakete vom japanischen Raumfahrtzentrum Kagoshima. Aufgrund der Zeitverschiebung befanden sich Europa und die Vereinigten Staaten zu diesem Zeitpunkt noch am Tag des 3. Julis, so dass die NASA das Startdatum 3. Juli angibt. Da die Trägerrakete nicht über ausreichend Schub verfügte, um die Sonde auf einen direkten Kurs zum Mars zu bringen, vollführte die Sonde zwei Gravity-Assist-Manöver am Mond, eines am 24. September 1998, das andere am 18. Dezember 1998. Bei Letzterem kam es zu einer Fehlfunktion im Triebwerk, wodurch die Sonde den Einschuss in die Transferbahn zum Mars verfehlte.
In dem daraufhin ausgearbeiteten Notplan waren zwei Gravity-Assist-Manöver an der Erde für den 21. Dezember 2002 und am 19. Juni 2003 angesetzt, wodurch die Ankunft am Mars aber auf das Fenster im Jahr 2003 rutschte.
Im April 2002 wurde die Sonde durch eine Sonneneruption schwer beschädigt. Erst nach Monaten konnten die Japaner die Kontrolle über die Sonde zurückgewinnen, so dass beide Gravity-Assist-Manöver an der Erde erfolgreich durchgeführt werden konnten.
Dennoch musste die japanische Raumbehörde JAXA am 9. Dezember 2003 das Scheitern der Mission erklären, da ein Schaltkreisdefekt im Bordcomputer nicht rechtzeitig behoben werden konnte. Die Sonde passierte am 14. Dezember 2003 den Mars und fliegt seitdem in einer entfernten Umlaufbahn um die Sonne.

## Ergebnis
Die Mission Nozomi war ein Fehlschlag. Es wurde allerdings überlegt, die Sonde zur Beobachtung der Sonnenaktivität einzusetzen.